# Bulbophyllum tahanense
Bulbophyllum tahanense är en orkidéart som beskrevs av Cedric Errol Carr. Bulbophyllum tahanense ingår i släktet Bulbophyllum och familjen orkidéer. Inga underarter finns listade i Catalogue of Life.